# ヘルスケア (Apple)
ヘルスケアは、Appleが提供するアプリ。
2014年6月2日のWWDCで発表されたものである。このアプリは、iOS 8以降を搭載したiPhoneやiPod touchに搭載されている。
アプリでは、血圧測定や血糖値などの健康データを保存する機能だけではなく、歩数などのトラッキングデータも保存できる。 
Android（Galaxyなど）の「Samsung Health」、あるいはGoogle Fit に相当する。 
iPadOS 17からiPadでもヘルスケアが利用可能になった。 

## 概要
ヘルスケアはiPhoneとiPadとApple Watchに搭載されており、アプリのアイコンは白いアイコンに赤いハートが描かれている。 アプリ内には、アクティビティ、マインドフルネス、睡眠、栄養の4つの主なカテゴリーがあり、 健康データ、トラッキングデータ、臨床医療記録を保存することができ、緊急の際のための「メディカルID」と呼ばれるプロファイル作成が可能で、様々なハードウェアデバイスやサードパーティのアプリと接続することができる。
当初、ヘルスケアアプリは、互換性のあるサードパーティアプリケーションがないこと（2014年9月17日、iOS 8とともにリリースされた時点）、グルコースのトラッキング、ヘルスデータの説明、アプリのパフォーマンスの低さなどが批判されていた。そのため、Appleは2015年にソフトウェアアップデートで問題を修正した。 
「メディカルID」 はヘルスケアアプリ内に保存されており、アレルギー、薬、血液型、臓器提供者のステータスを共有できる。 2016年7月時点では、米国のiOS 10以降のユーザーは、ヘルスケアアプリで臓器、目、組織のドナーに登録することができる。 
2018年、Apple Watch series 4では、心電図測定が利用できるようになった。
2019年、HealthアプリはiOS 13のリリースとともに再設計され、ダッシュボードをサマリータブに置き換え、それ以外を以前の「ヘルスデータ」タブと同様の「ブラウズ」タブの下に配置することで、アプリのナビゲーションを簡素化した。また、月経周期や騒音レベルのモニタリングが可能になった。
Appleの「診療録（カルテ）」では、医療の臨床記録を保存でき、健康保険会社や病院がApple Health Recordsプログラムに登録している場合に利用できるようになった。。
2020年、Healthアプリに対応しているデバイスやハードウェアは、Upright Go 2 posture trainer、La Roche-Posay、My Skin UVセンサー、Beddit睡眠モニター、Withingsスマート血圧計、Withings体温計、Withingsスマート体重計などがある。
2023年、iOS 17より心の健康状態の記録やおおよそ20問の質問票に答えることで「うつ病リスク」や「不安障害リスク」のリスクレベルが記録できるようになった。
2023年現在、ヘルスケアアプリで保存されるデータの種類は、歩数、歩行・走行距離、歩行安定性、登った段数、心拍数、栄養、睡眠分析、心拍変動、体重、心の健康状態などがある。。

## 電子カルテ
2018年には、Appleの「カルテ」が導入され、iOS 11.3以降で、ユーザーが医師や病院から医療記録を取り込むことができるようになった。。
その後の2019年6月6日、Northern Louisiana Medical CenterがAppleとの早期提携を発表し、アプリを通じて臨床医療記録を共有できるようになった。 Appleが互換性のある電子カルテの自己登録を許可し始めて間もなく、(EHR)を「Health Records」プロジェクトに自己登録できるようになった。  2019年のその他のパートナーシップには、ノックスビルのテネシー大学病院、南アーカンソー州の病院、アーカンソー州スプリングデールのノースウェスト病院、イリノイ州クインシーのブレッシング病院、ペンシルバニア州のドイルスタウン病院、フランシスカン病院、デラウェア州ドーバーのベイヘルス病院、米国退役軍人省などがある。 。

## 開発
2018年7月、AppleはApple WatchとHealthの統合に携わる傍ら、心臓内科医のアレクシス・ビーティ博士を雇用。 2019年6月には、製薬会社アストラゼネカの元最高情報責任者であるデビッド・スモーリー氏が、アップルの副社長として採用された。。
2019年10月には、元コロンビア大学病院の循環器内科医デビッド・ツァイ博士がApple Healthに参加。

## HealthKit API

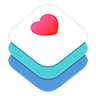
HealthKitのロゴ

HealthKitは、iOS SDK（Software Development Kit）、Mac用のiOS SDK（ソフトウェア開発キット）に含まれる開発者向けAPI。
2014年9月17日にiOS 8がリリースされた後、AppleはセルラーやTouch IDの問題を引き起こすバグを修正するために、HealthKit対応のすべてのアプリをApp Storeから削除し、2014年9月26日のiOS 8.0.2のリリースに合わせて、Healthkitを再リリースした。.
2017年2月現在、Apple以外の複数のメーカーがHealthKitに対応したハードウェアを販売している。。

### ResearchKit & CareKit APIs

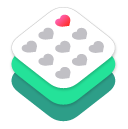
ResearchKitのロゴ

ResearchKitとCareKitは、AppleがHealthKitの機能をさらに強化するために導入した他の2つの健康関連ソフトウェアフレームワークで、ソフトウェア開発者はそれぞれ医学研究を収集するためのアプリケーションを作成することができます。 どちらのAPIも健康アプリケーションと連携することができ、患者と医師の間での健康情報の共有を促進できる。
Appleはまた、iOSおよびwatchOSデバイス用のスタンドアロンのリサーチアプリケーションを導入しており、ユーザーはアップルやさまざまなヘルスパートナーが運営する長期的な研究にボランティアで参加することができる。